# Högdalen (metropolitana di Stoccolma)
Högdalen è una stazione della metropolitana di Stoccolma.
Si trova presso l'omonimo quartiere, a sua volta situato all'interno della circoscrizione di Enskede-Årsta-Vantör, mentre sul tracciato della linea verde T19 della rete metroviaria locale è compresa tra le fermate Bandhagen e Rågsved.
Divenne ufficialmente operativa il 22 novembre 1954, così come l'adiacente stazione di Bandhagen. Si trattava però di una stazione provvisoria, in quanto la stazione attuale fu definitivamente inaugurata circa tre anni più tardi, il 3 novembre 1957. È stata inoltre un capolinea di tratta fino al 14 novembre 1959, giorno in cui fu prolungata la linea fino a Rågsved.
Le due piattaforme sono collocate in superficie, parallele ai viali Sjösavägen e Harpsundsvägen tra i quali sono comprese. L'ingresso è ubicato sulla strada pedonale Högdalsgången. Nei pressi è inoltre presente l'Högdalsdepån, un deposito dell'azienda Storstockholms Lokaltrafik che gestisce i trasporti pubblici di Stoccolma. Progettata dall'architetto Magnus Ahlgren, dal 2002 la stazione presenta contributi artistici dell'artista Birgitta Muhr. Dal 2009 la biblioteca del quartiere di Högdalen è ospitata internamente alla struttura, un piano sopra rispetto alla biglietteria.
L'utilizzo medio quotidiano durante un normale giorno feriale è pari a circa 6.800 persone.

## Tempi di percorrenza
| Linea | Capolinea       | Tempo  | Stazione                                                  | Tempo                                     |
| T19   | Hagsätra        | 4 min  | Gullmarsplan Slussen Gamla stan T-Centralen Alvik Åkeshov | 10 min 14 min 15 min 19 min 32 min 39 min |
| T19   | Hässelby strand | 51 min | Gullmarsplan Slussen Gamla stan T-Centralen Alvik Åkeshov | 10 min 14 min 15 min 19 min 32 min 39 min |